# Òscar Villada Sanchis
Òscar Villada Sanchis (València, 25 de febrer de 1973) és un artista faller que ha desenvolupat majoritàriament la seua trajectòria professional com a creador de falles i fogueres infantils. Combina la seua activitat d'artesà amb la d'operari colorista a un laboratori d'arts gràfiques. Entra al món de la creació efímera fallera de la mà de Juanjo Garcia amb qui col·labora en el procés de realització de cadafals fallers i foguerers. Abans de realitzar en 2007 la prova d'accés al Gremi Artesà d'Artistes Fallers de València, rep un curset de dibuix, pintura i escultura impartit per Josep Martínez Mollà. Entre els seus referents trobem a artistes de renom com Agustín Villanueva, Miguel Santaeulalia, Julio Monterrubio, Víctor Valero i el propi Juanjo Garcia. Més enllà de l'àmbit faller l'equip Crònica i Antonio de Felipe són referents en la seua trajectòria artística.
Planta la seua primera Falla infantil a la demarcació de Dr. Sanchis Bergon - Túria en 2009. Després de "La flor de la vida" realitzarà cadafals per a les comissions de Progrés - Teatre la Marina i Fra Pere Vives - Bilbao - Maximilià Thous a més de continuar plantant en el Botànic. Dona el salt a la secció especial infantil de les Falles de València en 2011 amb Monestir de Poblet - A. Albiñana, entitat per a la qual crearà un total de 3 falles menudes. Altres places en les quals planta també Òscar són Dalt - Sant Tomeu, Sant Vicent - Periodista Azzati, Plaça del Pilar a València i Poeta Llorente a Quart de Poblet. En 2020 junt a Sergio Amar s'encarrega del cadafal infantil de Corretgeria - Bany dels Pavesos.
Debuta en 2013 a les Fogueres de Sant Joan plantant l'obra infantil de Gran Via - Garbinet que duia per lema "Garbinet un vent que bufa poquet". Després de passar un any més a la mateixa demarcació passarà a realitzar des de 2014 fins 2019 la foguera infantil de Sèneca - Autobusos aconseguint sempre el primer premi de primera categoria a excepció del primer any en què aconseguirà el tercer guardó. A més de la seua trajectòria en solitari en 2019 realitza l'esbós adult d'Angels - Felipe Bergé plantada per Banyuls i Ruiz.
La seua escultura es veu influenciada per l'estil dels dibuixos animats i el pop art. Els colors vius i una pintura molt neta són trets identitaris de les seues obres efímeres, característiques que atorguen gran vistositat al conjunt. Abans de començar a dibuixar intenta posar-se als ulls d'un xiquet i busca allò que els pot agradar. Les seues creacions sempre tenen un punt didàctic perquè pugen aprendre alguna cosa, sense arribar al punt que siguen pesades per a ells al dotar-les d'un gran enginy i diversió facilitant una ràpida lectura per part de l'espectador més menut.
En 2014 aporta una obra a l'exposició i subhasta solidària "L'aventura de les Falles" organitzada per la comissió Regne de València-Duc de Calàbria al Centre Cultural la Beneficència. Ha guanyat certamens de cartells de diferents celebracions com els Moros i Cristians de Montaverner. També ha realitzat portades per a llibrets de comissions falleres de València.